# André Neves (Mathematiker)

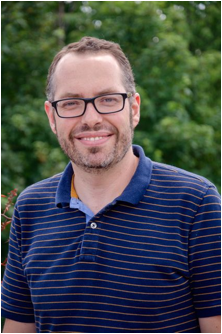
André Arroja Neves

André Arroja Neves (* 1975 in Lissabon) ist ein portugiesischer Mathematiker, der sich mit Differentialgeometrie, partiellen Differentialgleichungen und geometrischer Analysis befasst.
Neves studierte am Instituto Superior Técnico in Lissabon Mathematik mit dem Lizenziat 1999 und ab 2000 an der Stanford University, an der er 2005 bei Richard Schoen promoviert wurde (Singularities of Lagrangian Mean Curvature Flow).  Als Post-Doktorand war er 2005 bis 2007 Instructor an der Princeton University und anschließend Assistant Professor. 2009 wurde er Lecturer, 2012 Reader und 2013 Professor am Imperial College London. Seit 2016 ist er an der University of Chicago.
Neves ist bekannt für den Beweis der Willmore-Vermutung mit Fernando Codá Marques (2012). Sie gibt eine untere Grenze für die Willmore-Energie für glatt in {\displaystyle \mathbb {R} ^{3}} immersierte Tori und wurde von Thomas Willmore 1965 aufgestellt.  Dabei verwendeten sie die Min-Max-Theorie von Minimalflächen von Frederick J. Almgren und Jon Pitts.
2013 erhielt er den Whitehead-Preis. Für 2016 erhielt er mit Larry Guth den New Horizons in Mathematics Prize, wobei neben der Lösung der Willmore-Vermutung Arbeiten über skalare Krümmung und geometrische Flüsse hervorgehoben wurden. Ebenfalls für 2016 wurde ihm der Oswald-Veblen-Preis zugesprochen. 2014 erhielt er den Wolfson Merit Award der Royal Society, 2012 den Philip Leverhulme Prize und einen ERC Starting Grant. 2020 wurde Neves in die American Academy of Arts and Sciences gewählt.
2014 war er Invited Speaker auf dem Internationalen Mathematikerkongress in Seoul (New applications in Min-Max theory).
Er ist Herausgeber von Communications in Analysis and Geometry.

## Schriften
- mit Hubert Bray: Classification of prime 3-manifolds with Yamabe invariant greater than {\displaystyle \mathbb {R} P^{3}}, Annals of Mathematics, Band 159, 2004, S. 407–424
- mit K. Akutagawa: Classification of all 3-manifolds with Yamabe invariant greater than {\displaystyle \mathbb {R} P^{3}}, J. Diff. Geom., Band 75, 2007, S. 359–386
- Singularities of Lagrangian mean-curvature flow:  zero Maslov class case, Inventiones Mathematicae, Band 168, 2007, S. 449–48
- mit Gang Tian: Existence and uniqueness of constant mean curvature foliation of asymptotically hyperbolic 3-manifolds, Teil 1,2, Geom. Funct. Analysis, Band 19, 2009, S. 910–942, J. Reine Angew. Math., Band 641, 2010, S. 69–93
- mit Simon Brendle, F. C. Marques: Deformations of the hemisphere that increase scalar curvature, Inventiones Mathematicae, Band 185, 2011, S. 175–197
- mit J. D. Lotay: Uniqueness of Lagrangian self-expanders, Geom. Topology, Band 17, 2013, S. 2689–2729
- mit F. C. Marques: Min-max theory and the Willmore conjecture, Annals of Mathematics, Band 179, 2014, S. 683–782, Arxiv
- mit F. C. Marques: Min-max theory, Willmore conjecture and the energy of links, Bulletin of the Brazilian Mathematical Society, Band 44, 2013, S. 681–707
- Recent progress on singularities of Lagrangian mean curvature flow, Surveys in Geometric Analysis and Relativity, ALM 20, 2011, S. 413–436
- mit F. C. Marques: Rigidity of min-max minimal spheres in three-manifolds, Duke Math. J., Band 161, 2012, S. 2725–2752
- Finite time singularities for Lagrangian mean curvature flow, Annals of Mathematics, Band 177, 2013, S. 1029–1076
- mit Gang Tian: Non-existence of almost calibrating translating solutions to Lagrangian mean curvature flow, Transactions of the American Mathematical Society, Band 365, 2013, S. 5655–5680
- mit Ian Agol, F. C. Marques: Min-max theory and the energy of links, Arxiv, Preprint 2012
- mit F. C. Marques: The Willmore Conjecture, Jahresbericht DMV, Band 116, Heft 4, 2014, S. 201–222